# آواز اساطیر
آواز اساطیر که به نام‌های شاهنامهٔ کُردی و نغمه‌های ساسانی نیز معروف است، نام آلبومی است با آهنگسازی و نوازندگی علیرضا فیض بشی پور و خوانندگی شهرام ناظری که در سال ۱۳۷۹ منتشر شده‌است. این اثر دربردارندهٔ مقام‌های باستانی ساز تنبور است. همچنین اشعار آن اشعار برگزیده از شاهنامه کردی و گفتار شاعران کُرد (مثلا مولوی کرد) است. به عنوان مثال شعر خور آوا (به کردی: خۆراوا) را درویش ذوالفقار بیش از یک قرن پیش سروده‌است.
شهرام ناظری در آلبوم «آواز اساطیر» آوازهای قدیمی ایران را عرضه کرده‌است و شاید به گونه‌ای تجربه‌های خود را در این زمینه نشان داده‌است.

## هنرمندان
- آواز: شهرام ناظری
- آهنگساز و نوازندهٔ تنبور: علیرضا فیض بشی پور
- دف و دهل: حافظ ناظری

### فهرست
این اثر به صورت نوار منتشر شده بود.

روی اول:
- خورآوا ( غروب ) (به کردی: خۆراوا)، آوای رفتن خورشید
- مقام مجنونی، مویه بر مرگ لیلی
- چای بیژن (چاه بیژن)، (به کردی: چای بیژەن) تمثیلی بر دیدن بیژن خود را در چاه ارژنگ و رهاییش سحرگاه به دست رستم

روی دوم:
- روسم (رستم)، (به کردی: ڕووسەم) رستم خواهی و طلب یاری
- مقام جلوشاهی
- مقام مجنونی لنگ، فغان مجنون پژاره (به کردی: پەژارە) (غم) در هجران یار، ( با استفاده از روایت استاد طاهر یارویسی)
- شور درد (آی یازیزیم) (به کردی: ئای ئازیزم) ، آهنگ از شهرام ناظری

## منبع
- تارنمای شهرام ناظری